# Leyes frumentarias
Por ley frumentaria (en latín: lex frumentaria, plural: leges frumentariae) se entiende una disposición legislativa que regulaba la distribución de grano a precios subvencionados o gratuitamente a la población de Roma. Dado su carácter, la mayoría de las veces se decidía no en forma de lex comitialis, sino a través de la scita plebis, disposiciones presentadas por un tribuno de la plebe y aprobadas por un concilium plebis.

## Lex Sempronia frumentaria
La lex Sempronia frumentaria se emitió en el año 123 a. C. a propuesta del tribuno Cayo Sempronio Graco. El erario se encargaba de comprar grano en Sicilia y se encargaba de transportarlo hasta el puerto de Ostia. El grano se vendía entonces a un precio muy subvencionado. La medida se tomó en medio del entusiasmo de los populares, mientras que los optimates acusaban al tribuno de haber tomado una medida meramente demagógica para aspirar a la tiranía.
La lex Sempronia frumentaria fue una disposición propuesta por el tribuno que se implementó en la práctica y permaneció en el ordenamiento jurídico romano, recuperada en vigor por iniciativa del tribuno Lucio Apuleyo Saturnino (seguidor de Cayo Mario) aunque más tarde, bajo Sila, las frumentationes fueron suspendidas.

## Lex Terentia et Cassia frumentaria
En el 73 a. C., el cónsul Cayo Casio Longino, junto con su colega Marco Terencio Varrón Lúculo, hizo aprobar la lex Terentia et Cassia frumentaria, por la que el estado debía comprar trigo en Sicilia y venderlo a bajo precio en Roma. Era una lex comitialis.

## Lex Clodia frumentaria
Fue promulgada en el 58 a. C., a propuesta del tribuno Clodio, un patricio que al ser adoptado por la rama plebeya de la familia se había convertido en tribuno de la plebe y se había puesto del lado de Julio César. La lex Clodia frumentaria establecía que el grano repartido con las frumentationes debía entregarse gratuitamente a la población más pobre. Se preveía el nombramiento de un curator annonae, encargado de gestionar las listas de los que tenían este derecho. Clodio, fue el primero en proponer distribuciones completamente gratuitas y en evitar establecer un número limitado de beneficiarios que pudieran aprovecharse de las distribuciones. Además, fue el primero en confiar el cuidado del abastecimiento de los alimentos a un liberto, Sesto Clelio.
La disposición clodiana tuvo importantes repercusiones en la economía romana: para financiarla era necesario el gasto anual de una quinta parte de los ingresos que recibía Roma en concepto de impuestos, por una cifra de 64 millones de sestercios.
Los gastos, sin embargo, debían compensarse con los nuevos ingresos previstos a raíz de la ley sobre la anexión de Chipre, y garantizaban a Clodio el apoyo incondicional de la plebe urbana. Tras la aprobación de la lex frumentaria, el número de emancipaciones también registró un claro aumento, ya que los nuevos libertos podían ser fácilmente inscritos en las listas de beneficiarios de las distribuciones. Estas listas, de hecho, fueron redactadas por el mismo Clodio o por los collegia que él había restablecido, y pronto se convirtieron en un factor por el que era fácil controlar a todos los miembros de las clases bajas.